# Les Bestiaires
Pour la bande dessinée, voir Les Vestiaires.
Les Bestiaires est un roman d'Henry de Montherlant, paru chez Bernard Grasset en 1926.
Il s'agit du deuxième roman de Montherlant et du deuxième volet du cycle qu'il a intitulé La Jeunesse d'Alban de Bricoule, dont la première partie est Le Songe (1922) et la troisième Les Garçons (1969).

## Genèse du roman
C'est en 1909, alors qu'il est âgé de quatorze ans, qu'Henry de Montherlant assiste pour la première fois à une course de taureaux à Bayonne. Il se prend immédiatement de passion pour l'art des toreros. L'année suivante, il va seul en Espagne pendant ses vacances et se fait initier à la tauromachie par le matador Relapaguito. En 1911, il met à mort de jeunes taureaux dans une plaza privée près de Burgos, et son nom paraît pour la première fois dans les journaux français et espagnols. Le bruit de cette activité étant revenu à ses parents, ceux-ci lui interdisent de retourner en Espagne où il ne reviendra qu'en 1923, pratiquant alors la tauromachie dans les élevages. Les Bestiaires, bien qu'écrits à Paris durant l'été 1925, doivent largement à ces expériences de jeunesse. À ce titre, le roman peut s'apparenter à une autobiographie déguisée et romancée, voire sublimée. À noter enfin qu'en décembre de la même année, Montherlant sera blessé après avoir reçu un coup de corne d'un taureau lors d'un entraînement.

## Résumé du roman
Alban de Bricoule, un adolescent de seize ans, se passionne pour les courses de taureaux lors de son séjour en Espagne. L'invitation du duc de la Cuesta, grand éleveur de taureaux, permet à Alban d'en connaître la fille, Soledad. Il tombe rapidement sous son charme. La jeune fille lui demande de toréer un taureau appelé le Mauvais Ange pour l'amour d'elle ; mais après avoir réussi ce défi, il la repoussera dédaigneusement.